# Lars Moholdt
Lars Hol Moholdt, född 25 mars 1985, är en norsk skidorienterare.

## Karriär
Vid VM 2011 i Tänndalen tog Moholdt brons i stafett tillsammans med Eivind Tonna och Hans Jørgen Kvåle. Vid VM 2015 i Hamar och Løten tog han guld i långdistans och brons i medeldistans.
Vid VM 2017 i Krasnojarsk tog Moholdt brons i både medel- och långdistans. Vid VM 2019 i Piteå tog han silver i långdistans och brons i stafett tillsammans med Bjørnar Kvåle och Audun Heimdal.
Moholdt har blivit norsk mästare i skidorientering 21 gånger. 11 gånger i långdistans (2007 och 2010–2019), sex gånger i medeldistans (2009, 2013–2014, 2016 och 2018–2019) och fyra gånger i stafett tävlande för Wing OK (2007 och 2009–2011). Han har även vunnit kongepokalen i orientering tre gånger (2010, 2014 och 2018).

## Medaljer i norska mästerskapen
| Medalj | Gren         | År                                                               |
| ------ | ------------ | ---------------------------------------------------------------- |
| Guld   | Medeldistans | 2009, 2013, 2014, 2016, 2018, 2019                               |
| Guld   | Långdistans  | 2007, 2010, 2011, 2012, 2013, 2014, 2015, 2016, 2017, 2018, 2019 |
| Guld   | Stafett      | 2007, 2009, 2010, 2011                                           |
| Silver | Medeldistans | 2017                                                             |
| Silver | Långdistans  | 2008                                                             |
| Silver | Stafett      | 2008, 2014, 2015, 2017                                           |
| Brons  | Medeldistans | 2011, 2015                                                       |